# Bivacco Rossi e Volante
Il bivacco Rossi e Volante è un bivacco situato nel comune di Ayas (AO), in val d'Ayas, nelle Alpi Pennine, a 3.750 m s.l.m.

## Storia
Il vecchio bivacco, collocato nel 1961, è stato sostituito nel 1995 e ricorda gli alpinisti Giorgio Rossi e Cesare Volante, periti in Nepal nel 1963 durante l'ascensione del Langtang Lirung. È di proprietà della sezione UGET del CAI di Torino.

## Caratteristiche e informazioni
Si trova in posizione panoramica; domina dall'alto il grande ghiacciaio di Verra e tutta la val d'Ayas. È costruito su uno sperone roccioso ai piedi della Roccia Nera.

## Accessi
L'accesso al bivacco avviene dai rifugi collocati in val d'Ayas:
- rifugio Ottorino Mezzalama - 3.036 m
- rifugio Guide d'Ayas - 3.425 m

Lo si può raggiungere anche dal Plateau Rosa utilizzando la funivia che sale da Cervinia.

## Ascensioni
- Roccia Nera - 4.075 m
- Polluce - 4.091 m
- Breithorn Occidentale - 4.165 m
- Breithorn Centrale - 4.160 m
- Breithorn Orientale - 4.141 m
- Breithornzwillinge - 4.106 m

## Traversate
Il bivacco è normalmente il punto di partenza per la traversata integrale del monte Breithorn. Si sale prima sulla Roccia Nera e poi si toccano nell'ordine il Breithornzwillinge, il Breithorn Orientale, il Breithorn Centrale ed infine il Breithorn Occidentale. La traversata è classificata AD.